# Roustabout (musikalbum)
Roustabout är det nionde soundtrackalbumet och det 21:a albumet totalt av den amerikanske sångaren och musikern Elvis Presley. Det gavs ut av RCA Victor i såväl mono som stereo (LPM/LSP 2999) den 21 september 1964. Roustabout är soundtracket till filmen från 1964 med samma namn, i vilken Elvis Presley spelade huvudrollen. 
Huvuddelen av inspelningarna gjordes i Radio Recorders studio B i Hollywood den 2–3 mars 1964, med kompletterande inspelningar gjorda ända in i maj samma år.
I USA nådde albumet första plats på Billboards albumlista och tredje plats den konkurrerande Cashbox-listan. Det blev Elvis Presleys sista soundtrackalbum att toppa Billboard och det skulle dröja åtta år, fram till 1973 års Aloha from Hawaii: Via Satellite, innan han åter nådde förstaplatsen i USA. I Storbritannien hamnade albumet som bäst på plats 12 på UK Albums Chart. Roustabout certifierades guld den 20 maj 1988 av Recording Industry Association of America (RIAA) för en försäljning av 500 000 exemplar i USA.

## Bakgrund
I takt med att Elvis Presleys filmer alltmer massproducerades på allt kortare tid och Elvis soundtracksessioner genomfördes på mindre än två veckor, sjönk också kvaliteten på de inspelade låtarna. När de fristående studiosessionerna under RCA:s övervakande övergavs och låtarna i stället spelades in som en del av filminspelningarna, förlorade RCA sitt A&R-inflytande över Elvis karriär – eftersom produktionen och låtvalet nu styrdes av filmbolagen. Efteråt skickade filmbolagen, med ledning från Elvis manager Tom Parker, ett komplett paket med inspelade låtar till RCA att utgöra nästa album.
Filmernas handlingar var ofta så generella och intrigerna så obetydliga att det i princip hade varit möjligt att använda mer framstående låtar. Att välja sådana av etablerade låtskrivare skulle dock ha minskat vinsterna för musikförlaget Hill & Range och därmed även för Elvis. Förlagets representant, Freddy Bienstock, arbetade därför målmedvetet för att se till att allt nytt material som Elvis spelade in kontrollerades av antingen Elvis Presley Music eller Gladys Music, de två bolag som hanterade allt nytt material som Elvis spelade in.
När Elvis försäljning minskade avtog också intresset från framgångsrika låtskrivare som Doc Pomus och Mort Shuman, Jerry Leiber och Mike Stoller, Don Robertson och Otis Blackwell att skriva för honom. Dessa tvingades inte bara avstå från en tredjedel av sin vanliga låtskrivarroyalty, utan kunde heller inte vara säkra på att Elvis faktiskt skulle spela in deras material. Dessutom kunde de få uppdrag att skriva låtar anpassade till en specifik filmtitel eller ett visst innehåll, bara för att senare upptäcka att filmen hade bytt namn och fått en ny handling – vilket ledde till att låtarna avvisades.

## Inspelningssessionerna och musikerna
De ordinarie inspelningarna till soundtracket ägde rum i Radio Recorders studio B i Hollywood den 2 och 3 mars 1964, med nya sångpålägg av Elvis på två låtar den 5 mars. Medverkande var gitarristerna Scotty Moore, Billy Strange och Hilmer J "Tiny" Timbrell, basisten Bob Moore, trummisarna D. J. Fontana och Murrey "Buddy" Harman, pianisten Floyd Cramer samt saxofonisten Homer "Boots" Randolph. Bakgrundssång framfördes av gruppen The Jordanaires (Gordon Stoker, Neal Matthews, Hoyt Hawkins och Ray Walker).
Den 29 april spelades musiken in till en ny titellåt, och den 14 maj lade Elvis på sin sång. Vid denna inspelning medverkade huvudsakligen en ny uppsättning musiker. Billy Strange och "Tiny" Timbrell kvarstod som gitarrister. I övrigt deltog Ray Siegel (bas), Hal Blaine och Bernie Mattinson (trummor), Dudley Brooks (piano) samt bakgrundssångargruppen The Mello Men.

## Komposition och stil

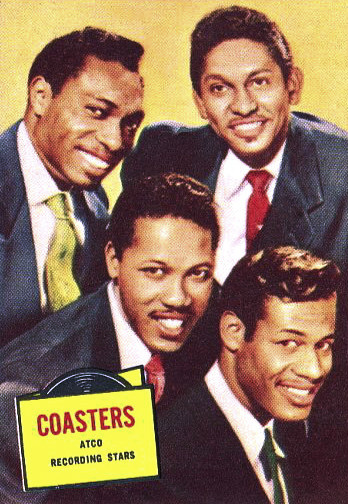
The Coasters (1957), som först hade spelat in "Little Egypt".

"Little Egypt", av Jerry Leiber och Mike Stoller, var den första låt som spelades in i Radio Recorders studio B i Hollywood den 2 mars 1964. Vid den här tiden skrev låtskrivarparet inte längre nytt material direkt åt Elvis. Därför valde man – i likhet med hur det tidigare gjorts med titellåten "Girls! Girls! Girls!" från filmen med samma namn och "Bossa Nova Baby" från Fun in Acapulco – att spela in en äldre låt av dem som redan hade givits ut av andra artister.
"Little Egypt" hade ursprungligen spelats in av The Coasters. Det är en skämtsam låt med sexuella anspelningar – och en av Elvis mer övertygande rock'n'roll-inspelningar från denna tid. Elvis kom att framföra "Little Egypt" också på 1968 års NBC TV-special.

"Poison Ivy League" är den första av tre låtar av Bernie Baum, Bill Giant och Florence Kaye som togs med i filmen och på albumet. Det är en humoristisk och svängig låt, där sarkasmen riktas mot intellektuella collegegrabbar.

"Hard Knocks" är en rock'n'roll-låt skriven av Joy Byers. Gitarrspelet är samspelt och drivande, och Elvis uppvisar något av den hårda, rockigare klang som kännetecknade hans röst under 1950-talet. Ursprungligen var låten "Shout It Out" påtänkt för filmen, men den ströks till förmån för "Hard Knocks". "Shout It Out" spelades i stället in till filmen Frankie and Johnny.
"It’s a Wonderful World" spelades in som sista låt den första inspelningsdagen. Det är en sorglös låt av Sid Tepper och Roy C. Bennett. Melodi och arrangemang har beskrivits som tilltalande, men texten har däremot karaktäriserats som sockersöt och trivial.
"Big Love, Big Heartache", av Dolores Fuller, Lee Morris och Sonny Hendrix, spelades in som första låt nästa dag, den 3 mars 1964. Det är en stillsam poplåt och det närmaste soundtracket kommer en traditionell ballad.

"One Track Heart", det andra bidraget av låtskrivartrion Bernie Baum, Bill Giant och Florence Kaye, var en hybrid av pop och rock'n'roll. Låten har en tickande rytm i bakgrunden och en medryckande refräng. Ett tag övervägdes låten "I Never Had It So Good" som alternativ till "One Track Heart" i filmen, men den spelades aldrig in.

"I'm a Roustabout", ursprungligen kallad enbart "Roustabout", var från början tänkt som filmens titellåt. Den skrevs av Otis Blackwell och Winfield Scott och spelades in som tredje låt den andra inspelningsdagen. Även om den har en något klumpig rytm, var det en rå och nervig rock'n'roll-låt med en måttligt rebellisk text. Av någon okänd anledning kom den dock att ersättas av en annan låt med samma titel, skriven av Baum, Giant och Kaye. Det är inte heller känt varför den inte togs med som bonusspår på LP:n, med tanke på albumets korta speltid på bara 20 minuter.
En möjlig orsak till att en ny låt spelades in är att den ursprungliga inte ansågs tillräckligt bra som titellåt, en annan att någon högt uppsatt fann texten stötande, och en tredje att beslutet hängde samman med upphovsrättsliga överväganden. Låten gavs ut först år 2003, efter nästan fyrtio år, under titeln "I'm a Roustabout" på samlingen Elvis: 2nd to None, sedan Otis Blackwells egen monoinspelade lackskiva hade återfunnits.

"It's Carnival Time", av Ben Weisman och Sid Wayne, är en kort låt med karnevalstema. I melodin vävde låtskrivarna in partier ur Julius Fučíks klassiska konsertmarsch Gladiatorernas intåg, som ofta förknippas med tivolin och cirkusar. Låten var i första hand anpassad för filmen snarare än för ett musikalbum. Efter två tagningar den 3 mars avlägsnades Elvis sång från den andra, för att användas som bakgrund till ett nytt sångpålägg den 5 mars – vilket kom att bli skivversionen. Men på Paramount var man inte nöjd med resultatet, och Elvis gjorde därför ytterligare ett sångpålägg – troligen den 24 mars – till den version som förekommer två gånger i filmen.

"Carny Town", av Fred Wise och Randy Starr, var ytterligare en kort låt med karnevalstema. Även om musik- och sångarrangemangen är acceptabla, är texten inte anpassad för skivutgivning utan i första hand avsedd för filmen – där Elvis framförde den i rollen som marknadsutropare.
"There's a Brand New Day on the Horizon", av Joy Byers, är en optimistisk sång med ett enkelt uttryck. Melodin är baserad på den amerikanska marschsången John Brown's Body.

"Wheels on My Heels", av Sid Tepper och Roy C. Bennett, var den sista låten som spelades in till albumet under det ordinarie inspelningspasset. Det var ytterligare en rock'n'roll-låt. Även om det är en motorcykellåt – och motorlåtar var populära vid denna tid – präglas texten inte av någon känsla av uppror eller coolhet, som man annars kunde ha förväntat sig. Låtens främsta svaghet är dock dess korta spellängd – bara omkring 80 sekunder.

"Roustabout", det tredje bidraget från Bernie Baum, Bill Giant och Florence Kaye, spelades in i efterhand för att ersätta Blackwell och Scotts låt med samma namn. Knappt två månader efter de ordinarie inspelningarna – den 29 april 1964, återigen i Radio Recorders studio B – spelade en huvudsakligen ny grupp musiker in bakgrundskompet till denna version av "Roustabout". Drygt två veckor senare, den 14 maj, lade Elvis på sin sång i samma studio. Det är en lättsam låt inom popgenren med ett konventionellt komp. Bakgrundssången från The Mello Men är långt framlyft i mixen på denna låt, som melodiskt påminner om "Beyond the Bend" från albumet It Happened at the World's Fair.

## Utgivning och marknadsföring

### Albumets placeringar
Albumet Roustabout utkom den 21 september 1964. Det debuterade den 14 november samma år på plats 100 på den amerikanska albumlistan The Billboard Top LP's, som då omfattade 150 album. Den 2 januari 1965, efter åtta veckor på listan, nådde albumet förstaplatsen, där det stannade i en vecka. Totalt låg albumet kvar på listan i 27 veckor.
På Cashbox noterades albumet första gången den 14 november 1964, då det gick in på plats 39 på tidningens bästsäljarlista för monoutgåvor, som då omfattade 100 album, och plats 44 på "Top 50" för stereoutgåvor. Det nådde tredje plats på båda listorna innan de slogs samman till en gemensam lista – på monolistan den 12 december 1964 där det låg kvar i fyra veckor. I Storbritannien nådde albumet 12:e plats på UK Albums Chart den 16 januari 1965 och låg totalt kvar i fyra veckor.
Roustabout var Elvis Presleys åttonde album att nå förstaplatsen på albumlistan i USA av totalt tio listettor. Det soundtrackalbum som han hade toppat Billboard 200-listan med i USA före Roustabout var Blue Hawaii år 1961, och Roustabout blev hans sista soundtrackalbum att toppa listan. Först åtta år senare skulle Elvis Presley ånyo nå förstaplatsen på albumlistan med Aloha from Hawaii: Via Satellite.

### Senare utgåvor av albumet
Albumet Roustabout utkom den 21 september 1964. I februari 1993 släpptes albumet för första gången på cd, som en del av serien Double Features, där det parades ihop med soundtracket från filmen Viva Las Vegas. År 2017 utkom en utökad version av albumet på cd på samlaretiketten Follow That Dream (FTD). Den innehöll förutom originalskivan, även ett antal alternativa tagningar av låtarna.

## Mottagande
De samtida recensionerna gällde oftast filmen, som fick ett förhållandevis positivt bemötande. Film- och kulturkritikern Howard Thompson på The New York Times berömde låtar på albumet som "One Track Heart" och "Big Love, Big Heartache", vilka han betecknade som förstklassiga, liksom den fyndiga rock'n'roll-parodin "Little Egypt". I Billboard Magazine skrev man att albumet borde sälja bra, med hänvisning till försäljningen av Elvis tidigare soundtrackalbum och hans fortsatt starka singelförsäljning. Cashbox Magazine förutspådde att albumet, med sina "ultrakommersiella låtar", skulle bli en försäljningsframgång. De beskrev titellåten ”Roustabout” som förstklassig och lyfte fram "Hard Knocks", "One Track Heart" och "There's a Brand New Day on the Horizon" som ytterligare höjdpunkter. De brittiska musikjournalisterna Norman Jopling och Peter Jones, skrivande för musiktidskriften Record Mirror, menade att albumet höll en genomgående hög standard och överträffade många andra av Elvis filmalbum. Albumet innehöll gott om beat, och de lyfte särskilt fram "Little Egypt", men ansåg samtidigt att det främst skulle tilltala Elvis mer trogna lyssnare.
I senare recensioner fick albumet ett blandat, men överlag mindre positivt bemötande. Den amerikanske musikkritikern och musikjournalisten Stephen Thomas Erlewine, skrivande för Allmusic, menade att Roustabout – trots att albumet toppade Billboardlistan – markerade början på nedgången för Elvis filmer. De elva låtarna var i första hand utformade direkt för filmen, och ingen av dem blev någon egentlig hit. Eftersom Elvis Presley "är ett proffs omgiven av proffs" finns det ändå, enligt Erlewine, "stunder på skivan som är underhållande". Han lyfte fram "'Little Egypt', som får upp tempot", den "tämligen kraftfulla rocklåten" "Hard Knocks" och det passande storslagna titelspåret "Roustabout". Men sammantaget ansåg han att albumet – trots sitt livliga yttre – "mestadels präglas av en forcerad glättighet".
Den brittiske författaren och musikskribenten Paul Simpson skrev i The Rough Guide to Elvis att albumets förstaplats under en vecka var en vecka mer än det förtjänade. Han menade att låtarna visserligen var trevliga men utan att göra något större intryck. Enligt Simpson utgjorde "Little Egypt" albumets höjdpunkt och han noterade att den bagatellartade men charmiga "It's a Wonderful World" kortvarigt övervägdes för en Oscarsnominering.
Musikskribenten Shane Brown ansåg att soundtracket inte var någon höjdpunkt i Elvis karriär, men att det ändå var en markant förbättring jämfört med föregående soundtrack, Kissin' Cousins. Brown menade att det, när Elvis röstmässigt är i så god form, är synd att det förhållandevis stora antalet rocklåtar på albumet inte har utvecklats mer.

## Albumförsäljningen
Albumet Roustabout sålde under sin första aktiva period omkring 450 000 exemplar i USA, vilket var ungefär 150 000 fler än de tre föregående soundtrackalbumen. Den 20 maj 1988 certifierades albumet guld av Recording Industry Association of America (RIAA) för en försäljning av 500 000 exemplar i USA.

## Låtlistor
Roustabout

### 1964 originalutgåva
| 1. | Roustabout              | Bernie Baum, Bill Giant, Florence Kaye    | 29 april 1964 (track) 14 maj 1964 (vocal) | 1:57 |
| 2. | Little Egypt            | Jerry Leiber, Mike Stoller                | 2 mars 1964                               | 2:17 |
| 3. | Poison Ivy League       | Bernie Baum, Bill Giant, Florence Kaye    | 2 mars 1964                               | 2:01 |
| 4. | Hard Knocks             | Joy Byers                                 | 2 mars 1964                               | 1:42 |
| 5. | It's a Wonderful World  | Sid Tepper, Roy C. Bennett                | 2 mars 1964                               | 1:48 |
| 6. | Big Love, Big Heartache | Dolores Fuller, Lee Morris, Sonny Hendrix | 3 mars 1964                               | 1:58 |

| 1.           | One Track Heart                        | Bernie Baum, Bill Giant, Florence Kaye | 3 mars 1964                             | 2:15  |
| 2.           | It's Carnival Time                     | Ben Weisman, Sid Wayne                 | 3 mars 1964 (track) 5 mars 1964 (vocal) | 1:30  |
| 3.           | Carny Town                             | Fred Wise, Randy Starr                 | 3 mars 1964                             | 1:09  |
| 4.           | There's a Brand New Day on the Horizon | Joy Byers                              | 3 mars 1964                             | 2:00  |
| 5.           | Wheels on My Heels                     | Sid Tepper, Roy C. Bennett             | 3 mars 1964                             | 1:19  |
| Total längd: | Total längd:                           | Total längd:                           | Total längd:                            | 19:56 |

### 2017 FTD-utgåva
CD 1
| 1.           | Roustabout                                                            | Bernie Baum, Bill Giant, Florence Kaye    | 29 april 1964 (track) 14 maj 1964 (vocal) | 2:01  |
| 2.           | Little Egypt                                                          | Jerry Leiber, Mike Stoller                | 2 mars 1964                               | 2:21  |
| 3.           | Poison Ivy League                                                     | Bernie Baum, Bill Giant, Florence Kaye    | 2 mars 1964                               | 2:05  |
| 4.           | Hard Knocks                                                           | Joy Byers                                 | 2 mars 1964                               | 1:45  |
| 5.           | It's a Wonderful World                                                | Sid Tepper, Roy C. Bennett                | 2 mars 1964                               | 1:51  |
| 6.           | Big Love, Big Heartache Side 2                                        | Dolores Fuller, Lee Morris, Sonny Hendrix | 3 mars 1964                               | 2:03  |
| 7.           | One Track Heart                                                       | Bernie Baum, Bill Giant, Florence Kaye    | 3 mars 1964                               | 2:18  |
| 8.           | It's Carnival Time                                                    | Ben Weisman, Sid Wayne                    | 3 mars 1964 (track) 5 mars 1964 (vocal)   | 1:36  |
| 9.           | Carny Town                                                            | Fred Wise, Randy Starr                    | 3 mars 1964                               | 1:13  |
| 10.          | There's a Brand New Day on the Horizon                                | Joy Byers                                 | 10 mars 1964                              | 2:03  |
| 11.          | Wheels on My Heels Bonus Track                                        | Sid Tepper, Roy C. Bennett                | 3 mars 1964                               | 1:25  |
| 12.          | I'm a Roustabout Outtakes and Remixed Masters (take 10/M)             | Otis Blackwell                            | 3 mars 1964                               | 2:13  |
| 13.          | Little Egypt (AO take 15/M, record version)                           | Jerry Leiber, Mike Stoller                | 2 mars 1964                               | 2:33  |
| 14.          | Little Egypt (revised, AO take 21, part used for movie version)       | Jerry Leiber, Mike Stoller                | 2 mars 1964                               | 2:52  |
| 15.          | Poison Ivy League (BO take 7/M)                                       | Bernie Baum, Bill Giant, Florence Kaye    | 2 mars 1964                               | 2:19  |
| 16.          | Hard Knocks (CO take 11/M, record version)                            | Joy Byers                                 | 2 mars 1964                               | 1:53  |
| 17.          | Hard Knocks (COV take 4, movie version*)                              | Joy Byers                                 | 2 mars 1964                               | 1:55  |
| 18.          | It's a Wonderful World (DO take 13/M)                                 | Sid Tepper, Roy C. Bennett                | 2 mars 1964                               | 2:07  |
| 19.          | It's a Wonderful World (DO take 17, instrumental*)                    | Sid Tepper, Roy C. Bennett                | 2 mars 1964                               | 2:02  |
| 20.          | Big Love, Big Heartache (EO take 17/M)                                | Dolores Fuller, Lee Morris, Sonny Hendrix | 3 mars 1964                               | 2:17  |
| 21.          | One Track Heart (FO take 5/M)                                         | Bernie Baum, Bill Giant, Florence Kaye    | 3 mars 1964                               | 2:26  |
| 22.          | It's Carnival Time (HO take 2/HOV take 9/M, record version)           | Ben Weisman, Sid Wayne                    | 3 mars 1964 (track) 5 mars 1964 (vocal)   | 1:50  |
| 23.          | It's Carnival Time (HO take 2/HOV take 12, movie version*)            | Ben Weisman, Sid Wayne                    | 3 mars 1964 (track) 24 mars 1964 (vocal)  | 1:45  |
| 24.          | Carny Town (JO take 9/M)                                              | Fred Wise, Randy Starr                    | 3 mars 1964                               | 1:29  |
| 25.          | There's a Brand New Day on the Horizon (KO take 5/M)                  | Joy Byers                                 | 10 mars 1964                              | 2:13  |
| 26.          | Wheels on My Heels (LO take 7/M)                                      | Sid Tepper, Roy C. Bennett                | 3 mars 1964                               | 1:28  |
| 27.          | Roustabout (NOV takes 1-5*, 6)                                        | Bernie Baum, Bill Giant, Florence Kaye    | 29 april 1964 (track) 14 maj 1964 (vocal) | 7:21  |
| 28.          | Roustabout (NOV takes 7*, 8)                                          | Baum, Giant, Kaye                         | 14 maj 1964                               | 3:00  |
| 29.          | Roustabout (NOV take 9, movie version*)                               | Baum, Giant, Kaye                         | 14 maj 1964                               | 2:14  |
| 30.          | Roustabout (NOV takes 10-12*)                                         | Baum, Giant, Kaye                         | 14 maj 1964                               | 4:47  |
| 31.          | Roustabout (NOV take 13*)                                             | Baum, Giant, Kaye                         | 14 maj 1964                               | 2:10  |
| 32.          | Roustabout (NOV takes 14-16*)                                         | Baum, Giant, Kaye                         | 14 maj 1964                               | 2:58  |
| 33.          | Roustabout (NOV take 17/M, record version) * = previously unreleased. | Baum, Giant, Kaye                         | 14 maj 1964                               | 2:15  |
| Total längd: | Total längd:                                                          | Total längd:                              | Total längd:                              | 76:48 |

## Medverkande
Uppgifterna, hämtade från Keith Flynn och Ernst Jørgensen, avser inspelningar gjorda i Radio Recorders studio B i Hollywood, Kalifornien, den 2–3 mars, samt enbart musiken till titellåten "Roustabout" den 29 april 1964. Därutöver gjorde Elvis sångpålägg i samma studio på "It's Carnival Time" och filmversionen av "Hard Knocks" den 5 mars, på filmversionen av "It's Carnival Time" troligen den 24 mars, och på "Roustabout" den 14 maj 1964.

- Elvis Presley – sång
- Scotty Moore – gitarr på alla låtar utom "Roustabout".
- Billy Strange – gitarr på alla låtar.
- Hilmer J. "Tiny" Timbrell – gitarr på alla låtar.
- Barney Kessel – gitarr på låtar inspelade 2 mars: "Little Egypt", "Poison Ivy League", "Hard Knocks" och "It's a Wonderful World".
- Bob Moore – bas på alla låtar utom "Roustabout".
- Ray Siegel – bas på "Roustabout".
- D. J. Fontana – trummor på alla låtar utom "Roustabout".
- Murrey "Buddy" Harman – trummor på alla låtar utom "Roustabout".
- Hal Blaine – trummor på "Roustabout".
- Bernie Mattinson – trummor på "Roustabout".
- Floyd Cramer – piano på alla låtar utom "Roustabout".
- Dudley Brooks – piano på "Roustabout".
- Homer "Boots" Randolph – saxofon vid inspelningen av alla låtar utom "Roustabout".
- The Jordanaires (Gordon Stoker, Neal Matthews, Hoyt Hawkins och Ray Walker) – bakgrundssång på alla låtar utom "Roustabout".
- The Mello Men (Thurl Ravenscroft, Bill Lee, Bill Cole och Max Smith) – bakgrundssång på "Roustabout".
- Joseph Lilley – musikproducent för Paramount.
- Dave Wiechman – ljudtekniker.

## Topplistor

### Veckolistor
| Lista (1964–1965)                | Högsta position |
| Storbritannien (UK Albums Chart) | 12              |
| USA Billboard Top LP's           | 1               |
| USA Cash Box Top 100 Albums      | 3               |

## Certifikat

| Område     | Certifiering | Försäljning |
| USA (RIAA) | Guld         | 500 000     |